# شبح شاد
شبح شاد (به چینی: 開心鬼) یک فیلم کمدی هنگ‌کنگی به کارگردانی کلیفتون کو که در سال ۱۹۸۴ منتشر شد. این فیلم که توسط ریموند وانگ پاک-مینگ تهیه و نویسندگی شده‌است، بازیگرانی چون؛ ریموند وانگ پاک-مینگ، بانی لاو، لولتا لی و سندی لمب به ایفای نقش پرداخته‌اند. این فیلم دوازدهمین فیلم پرفروش هنگ کنگ در سال ۱۹۸۴ بود.

## دنباله‌ها
این فیلم دارای چهار دنباله دیگر می‌باشد.
- شبح شاد ۲ (۱۹۸۵)
- شبح شاد ۳ (۱۹۸۶)
- شبح شاد ۴ (۱۹۹۰)
- شبح شاد ۵ (۱۹۹۱)